# KDF Energy
KDF Energy este cel mai important broker pentru certificatele de emisii de gaze cu efect de seră din România.
Compania este controlată integral de omul de afaceri, George Brăiloiu și deține și o reprezentanță regională în Grecia, la Atena.
Număr de angajați în 2010: 12
Cifra de afaceri:
- 2009: 100 milioane euro[5]
- 2008: 1 milion euro[5]